# Iglesia de San Juan Bautista (Adzaneta de Albaida)
La Iglesia de parroquial de San Juan Bautista es una iglesia situada en la calle San Antonio, 3, en el municipio de Adzaneta de Albaida, Comunidad Valenciana, España. Es Bien de Relevancia Local con identificador número 46.24.003-002.

## Historia
Se erigió como parroquia en 1574. El templo se construyó en el siglo XVIII.

## Descripción
Se trata de un templo de una única nave central. No tiene crucero, pero presenta ocho capillas laterales entre contrafuertes y un presbiterio rectangular. Se cubre con una bóveda de cañón con lunetas reforzadas por arcos que bajan hasta los contrafuertes, que están decorados en su frontis por una pilastra corintia. El interior está decorado con abundancia de motivos barrocos a base de estucados, con decoraciones doradas en los arcos, capiteles y entablamentos. Además de su decoración, presenta numerosas imágenes de santos, tanto esculturas como pinturas y vidrieras.
El campanario se encuentra en un ángulo en la fachada. Es de planta cuadrada y se configura en tres cuerpos rematados por cornisas. Lo corona una barandilla de piedra con bolas herrerianas. Tiene un aspecto fortificado y está dotado de cuatro campanas.
La mayor y más antigua de las campanas es La Gran. Data de 1963 y pesa 770 kilogramos. Lo mismo que La Tiple -de 1966 y 102 kg- y Maria dels Desamparats -de 1969 y 512 kg- fue fabricada por la fundición adcenetina els Roses. Una cuarta campana, Sant Josep, fue fabricada en 1991 en Torredonjimeno.